# Castell d'Ascó
El Castell d'Ascó, declarat bé cultural d'interès nacional, està situat al cim d'un turó sobre la població d'Ascó, a la riba dreta de l'Ebre. El castell, que fou seu d'una comanda templera, gaudia d'una situació estratègica per al control del pas sobre del riu i en el centre del quadrilàter que formen Reus, Tortosa, Casp i Lleida.

## Història
En els segles d'ocupació musulmana (segles VIII a XII), la fortalesa fou la residència del valí de Siurana, i els seus dominis s'estenien fins als peus del Montsant. Documentat el 1148 en el conveni que signaren el comte de Barcelona, Ramon Berenguer IV, i el d'Urgell, Ermengol VI. Per aquest conveni, el comte barceloní donava a l'urgellenc en feu el castell d'Ascó.
Ascó passà a domini del l'Orde del Temple com a resultat de diferents manlleus realitzats per Ramon Berenguer IV que necessitava ajut econòmic en part per la campanya en terres valencianes. Préstecs documentats els anys 1167, 1169, 1174... Per fer encara més complex el règim de senyoriu, l'any 1174, el rei Alfons el Cast lliurà Ascó com a esponsalici a la seva esposa Sança de Castella. El rei, l'any 1182, cedia a l'orde els castells i les viles de Riba-roja i Ascó a canvi d'un empenyorament de 5.000 morabatins. Sembla que la comanda del Temple d'Ascó s'establí de manera definitiva l'any 1182 si bé en aquest moment, el domini era del monarca (Pere el Catòlic), de la reina Sança i de l'orde del Temple. La majoria de notícies sobre la comanda en aquest període es refereixen principalment a les intenses relacions mantingudes amb el sarraïns que gaudien de notables prerrogatives: conservació de les propietats, llibertat de romandre en el territori i de circular-hi, etc.

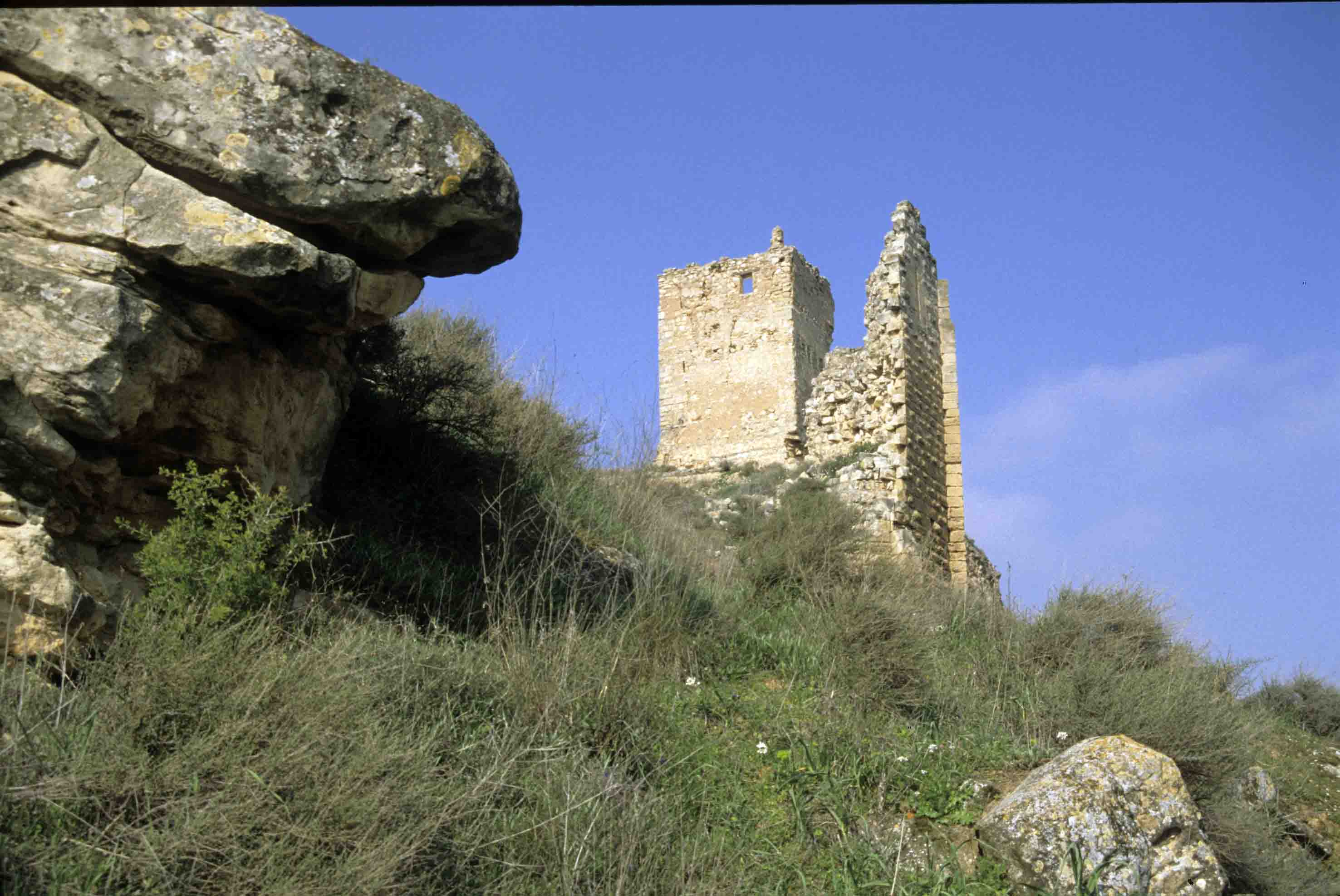
Restes del castell templer d'Ascó (2008)

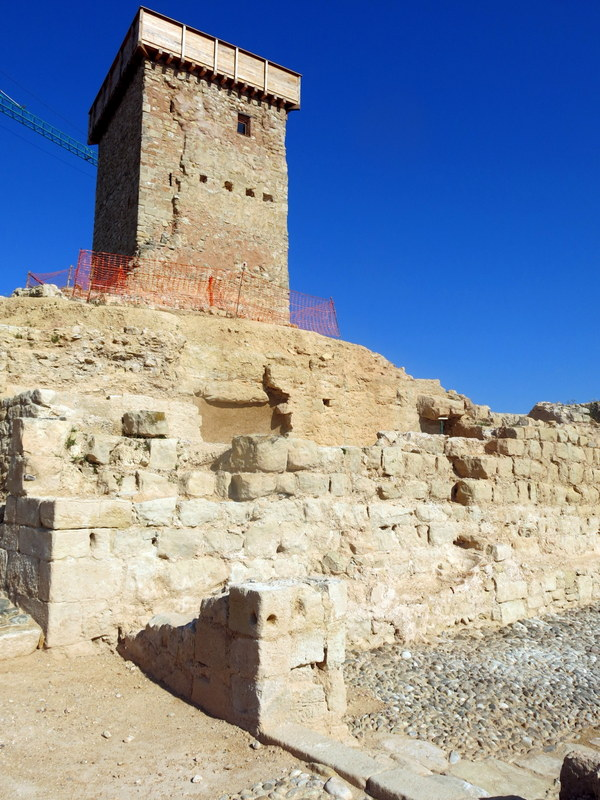
Torre del telègraf òptic bastida el, en la tercera guerra carlina (2017)

Els templers van ocupar el castell fins a la seva dissolució el 1312. Com el de Miravet, el castell d'Ascó també va patir el setge, ordenat pel rei Jaume II qui, l'any 1318 va donar-lo a l'orde dels cavallers hospitalers. Aquesta orde va tenir presència a Ascó fins al segle xix, tot i que el castell va servir de fortalesa durant la Guerra dels Segadors (1640) i va patir una greu destrucció. Més endavant, a la Guerra de Successió i posteriorment amb les guerres carlines, el castell va ser desmantellat. En la tercera guerra carlina, (1872-1876), la fortalesa encara va tenir un paper militar i al solar s'hi va construir una torre del telègraf òptic.
El castell d'Ascó és ja de titularitat pública des de la primavera de 2013. El mes de març de 2014 s'ha iniciat la intervenció arqueològica prèvia a les obres de consolidació.

## Arquitectura
La fortificació està formada per una torre construïda al cim del turó i un gran recinte al sud-est de la torre. A més, a llevant hi ha diverses restes d'uns murs molt desfets, difícils d'identificació, possiblement construïts als darrers segles de l'edat mitjana. La torre mestra, força transformada al llarg dels segles, encara servia com habitatge en època moderna. Es conserven en força bon estat els murs nord-est i sud-est que eren més llargs del que són en l'actualitat. La paret nord-est fa 335 cm de llarg i té un gruix de 220 cm. La paret sud-est té un gruix de 150 cm i s'allarga 355 cm fins a arribar a un mur transversal de 75 cm de gruix, segurament afegit més tard.
L'alçada actual de la torre és d'uns 14 m. La porta, situada a la façana nord-est, és a 2,5 m del sòl exterior i té una amplada de 160 cm. Uns 3,5 m més amunt de la porta hi ha un regruix de 30 cm. Uns 4 m per damunt d'aquest relleix n'hi ha un altre i el mur continua uns 4 m més. Cada relleix deuria correspondre a un trespol. L'aparell constructiu de la torre correspon a etapes diverses. Els pisos inferiors fets amb carreus lleugerament allargats units amb morter de calç. El pis superior, afegit posteriorment, està fet en bona part amb tàpia. A l'interior hi ha la part més antiga, feta amb carreus molt quadrats encastats amb morter.
El recinte que hi ha al sud-est de la torre té una longitud d'uns 60 m i una amplada d'uns 20 m. Al voltant, hi ha restes d'un mur, sobretot al sud-oest, amb filades de pedres d'uns 20 cm x 30 cm unides amb morter. Al sector meridional hi ha restes de diverses construccions fetes amb carreus molt ben escairats. La més notable -al sud-est de la torre- seria de planta poligonal, ara es veuen tres angles.
En època andalusina, s'hi construiria un hisn (castell andalusí) del qual encara no s'ha trobat res, si bé és possible que siguin d'aquesta època alguns fragments dels murs perimetrals fets amb una mena d'«opus spicatum». En el moment de la reconquesta cristiana, probablement es reconstruïren alguns dels panys de mur més antics de la torre i alguns dels trams de muralla del recinte interior. Al final de l'edat mitjana es degueren bastir altres construccions com ara l'edifici de planta poligonal.
L'excavació municipal (març 2014) al voltant de la torre descobreix restes molt destacades de la fortalesa templera. En concret, es tracta d'edificacions concèntriques al voltant de la torre del castell de fins a dos metres d'alçària. Aquestes edificacions, de les quals encara es conserven carreus de grans dimensions i alguns treballats amb guarniments, conformaven el cos principal del castell d'Ascó i inclouen una cisterna d'aigua i un cup de vi.